# 수월관음도

보물 제1903호인 고려 수월관음보살도 (호림박물관 소장)

수월관음도(水月觀音圖)는 화엄경의 입법계품에서 선재동자가 포탈라카산으로 가서, 관세음보살을 만나는 것을 그린 그림이다.
수월관음도의 왼쪽 아래에 있는 조그만 사람이 바로 선재동자이다.

## 개요
관세음보살에 대해 언급하고 있는 대표적인 경전으로는 《묘법연화경(妙法蓮華經)》의 관세음보살보문품(觀世音菩薩普門品)과 《화엄경(華嚴經)》의 입법계품(入法界品)을 들 수 있는데, 여기에 의하면 관세음보살은 남쪽에 있는 보타락가산(補陀洛迦山)에 거주하면서 중생을 제도하고 있으며, 그곳에는 온갖 보배와 꽃과 과일이 풍부하고, 바다를 접하고 있다고 한다. 입법계품에는 선재동자(善財童子)가 찾아다니는 선지식(善知識)의 하나로 관세음보살이 설해지고 있는데, 이러한 장면을 도설(圖說)하고 있는 것이 바로 수월관음도이다.
수월관음도는 고려불화(高麗佛畵)의 주요 도상(圖像)으로 채택되어 많은 사례를 남기고 있으나 조선시대에는 흔하게 접할 수 없는 불화 가운데 하나이다.

## 지정 문화재

### 보물
- 보물 제926호 수월관음보살도(水月觀音菩薩圖)
- 보물 제1204호 의겸등필 수월관음도(義謙等筆 水月觀音圖)
- 보물 제1286호 수월관음도(水月觀音圖)
- 보물 제1332호 여수 흥국사 수월관음도(麗水 興國寺 水月觀音圖)
- 보물 제1426호 수월관음도(水月觀音圖)
- 보물 제1903호 고려 수월관음보살도(高麗 水月觀音菩薩圖)

### 시도 유형문화재
- 인천광역시 유형문화재 제76호 인천 용궁사 수월관음도(仁川 龍宮寺 水月觀音圖)
- 경기도 유형문화재 제198호 가평 현등사 수월관음도(加平 懸燈寺 水月觀音圖)

## 갤러리

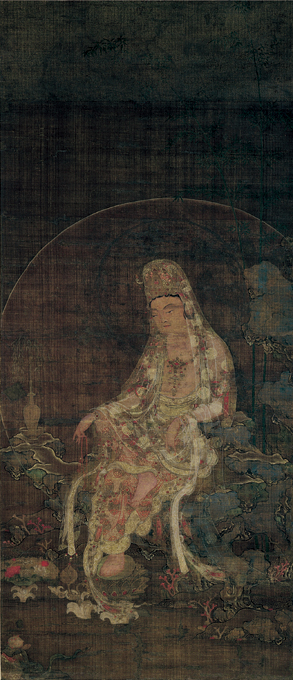
수월관음보살도 (보물 제926호)
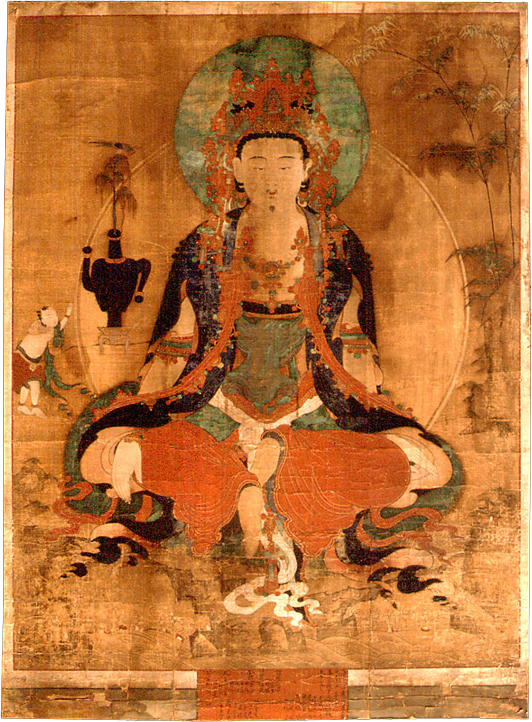
의겸등필 수월관음도 (보물 제1204호)
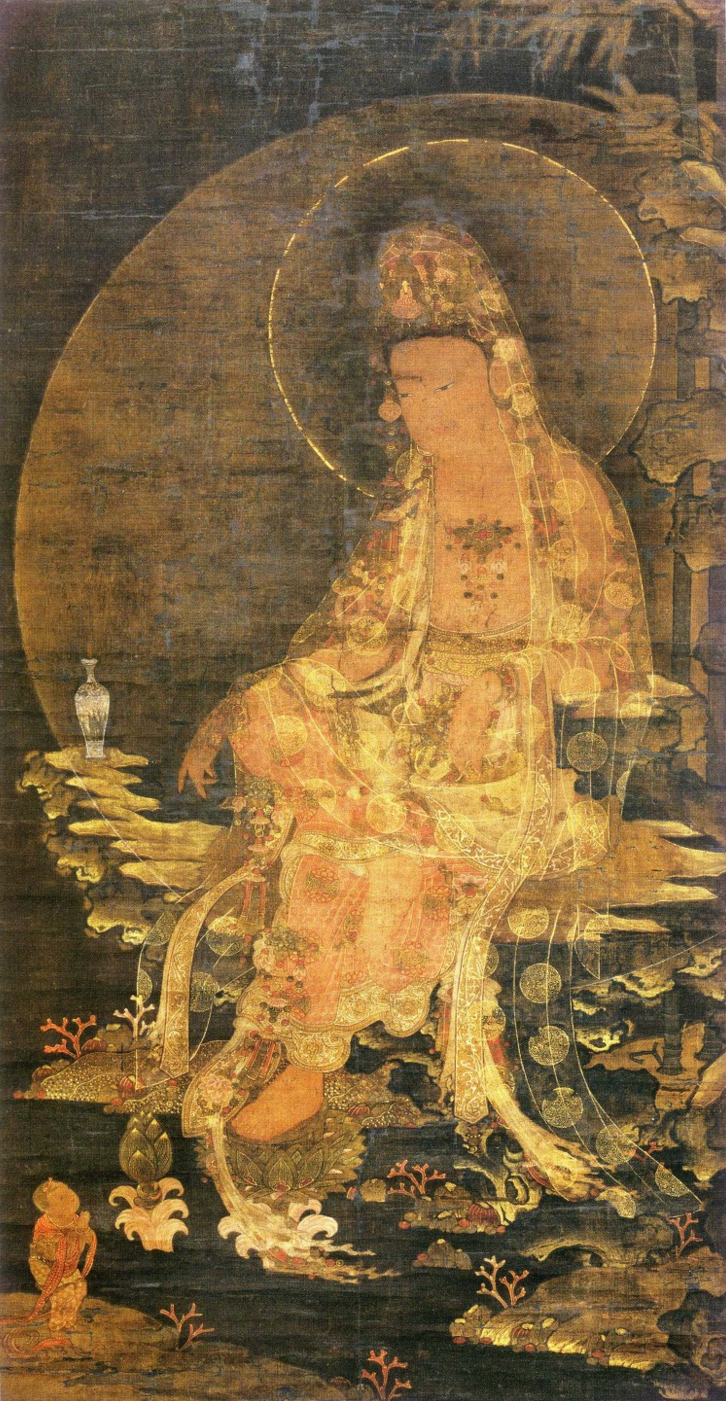
수월관음도 (보물 제1426호)
고려수월관음보살도 (보물 제1903호)